# パパラギ
『パパラギ』（独: Der Papalagi）は、1920年にドイツで画家兼作家のエーリッヒ・ショイルマンによって出版された書籍である。ヨーロッパを訪問したサモアの酋長ツイアビが、帰国後、島民たちに西洋文明について語って聞かせた演説をまとめたものとしているが、実際はショイルマンの手によるフィクション（偽書）である。

## 概要
「パパラギ」とは「白い人」「外国人」の意である。本書では、ツイアビがヨーロッパを訪れた際に目にした「パパラギ」の社会について語るという形式で、西洋文明への批判が展開される。ショイルマンはサモアに1年滞在したが、第一次世界大戦の勃発によりサモアを離れた。
本書は10以上の言語に翻訳された。ヒッピー・ムーブメントの時代には人気を博し、出版から50年後にカルト本としての様相を呈した。ドイツ語版だけでも170万部が売れた。
日本では、1981年に『パパラギ―はじめて文明を見た南海の酋長ツイアビの演説集』（著：ツイアビ、訳：岡崎照男）として立風書房から出版された。その帯では、開高健、村上龍、朝日新聞「天声人語」が、賞賛の言葉を寄せている。
文化人類学者の間では、ツイアビの演説がサモアの話法と異なっていることなどから、本書が実際にはツイアビの演説をまとめたものではなく、ショイルマンの創作ではないかと考えられてきた。上記の「天声人語」での評も、ツイアビが実在の人物かどうかは不明というスタンスを取っている。
近年の研究により、ツイアビは現地語で「酋長」を意味する言葉であり、本書でツイアビとされている人物はアガエセ（Agaese）という名のドイツ軍の軍属で、ヨーロッパを訪問したこともなかったことなどが分かっている。しかし、ドイツおよび日本での出版時にはフィクションとの断り書きがなかったので、真実であると取り違えている者も多い。

## 書誌情報

### 原書
- Tuiavii (November 2011). Der Papalagi: Die Reden des Südseehäuptlings Tuiavii aus Tiavea (1922). Erich Scheurmann. Unikum. ISBN 978-3845712352

### 翻訳
- ツイアビ『パパラギ　はじめて文明を見た南海の酋長ツイアビの演説集』岡崎照男訳、立風書房、1982年7月。ISBN 4-651-93007-7。
- エーリッヒ・ショイルマン 編『パパラギ　はじめて文明を見た南の島の酋長ツイアビが話したこと』岡崎照男原訳、和田誠構成・絵（絵本）、立風書房、2002年4月。ISBN 4-651-93022-0。
- Tuiavii (June 2007). Papalagi. Kodansha English library. ダニエル・カーン（英語版）, クリストファー・クラーク（英語版）. Tokyo: Kodansha International. ISBN 978-4-7700-4070-1 - 英語版。
- Tuiavii; Erich Scheurmann (November 1, 1997) (English). Tuiavii's Way : A South Sea Chief's Comments on Western Society. (Translator) ペーター・カヴェルティ（英語版） (Paperback ed.). Legacy Editions. ISBN 0-9682469-0-7 - 英語版。
- エーリッヒ・ショイルマン『パパラギ　はじめて文明を見た南海の酋長ツイアビの演説集』岡崎照男訳、ソフトバンククリエイティブ〈ソフトバンク文庫 NFシリーズ シ-11-1〉、2009年2月。ISBN 978-4-7973-5239-9。

### 朗読カセット
- ツイアビ『パパラギ　はじめて文明を見た南海の酋長ツイアビの演説集』岡崎照男訳、常田富士男・吉宮君子朗読（抄録版）、立風書房〈Rippu cassette stereo〉、1988年10月。ISBN 4-651-95001-9。